# Миколай Орлик
Миколай Пйотр Орлик (*пол. Mikolaj Orlik, д/н — 1534) — державний діяч королівства Польського.

## Життєпис
Перший відомий представник роду. Його походження залишається дискусійним. За одними відомостями належав до чеської шляхти (його предки втекли до Польщі у XV ст.), за іншими — польської. На думку останніх Орлики походили від роду Орлицьких.
Тривалий час підпитанням був герб Орлика. За більшістю відомостей мав герб Новина. Разом з тим згідно Яну Длугошу належав до гербу Нечуя, а Миколая начебто мав брата Дзерслава. Знайдений в шведському архіві у 2021 році герб власне Пилипа Орлика (нащадка Миколая) свідчить про належність роду до гербу Новина.
Відомостей про власне Миколая Орлика обмаль. Наприкінці XV ст. вже володів селом Лазіська. Був спочатку королівським дворянином, а потім королівським ложничим. Можливо також обіймав посаду підстолія польного коронного. Помер 1534 року.

## Родина
Дружина — Катаржина, ймовірно донька або онука Пйотра Дуніна, бургграфа Кракова і воєводи бжесць-куявського
Діти:
- Станіслав (д/н—1559), писар польний коронний
- Ян
- Анджей